# TBS土曜9時枠の連続ドラマ
TBS土曜9時枠の連続ドラマ（てぃーびーえすどようくじわくのれんぞくどらま）は、TBS系列で、1967年10月7日から1982年4月3日までと、1984年10月6日から1986年9月27日までの2期間に、毎週土曜日の21:00～21:56（→21:55→21:54）に放送されていた1時間テレビドラマの枠である。

## 枠の歴史
1967年10月～1982年4月
- 1960年代当時のTBS土曜21時台は30分番組が2本という体制であり、前半枠は『コロムビア・ヒット・ショー』 → 『夢のビッグプレゼント』 → 『東西対抗トンチくらべ』といった音楽番組 → バラエティ番組、後半枠は『ルーシー・ショー』などのドラマ枠であった。しかし、1967年秋の改編によってこれら2つの枠が合わさり、1時間のドラマ枠となった。
- この時期のドラマは東映が制作しており、アクションドラマや刑事ドラマの枠であった。1年以上続く長期ドラマも放送され、代表作として『キイハンター』が5年間、『Gメン'75』が7年間に亘って放送された。シリーズ構成は深作欣二、プロデューサーは近藤照男、ナレーションは芥川隆行が務めた作品が多い。
- 1982年4月に『Gメン'75』が終了した後は1982年4月～1984年9月の2年半に亘って、2時間のサスペンスドラマ枠『ザ・サスペンス』が放送され、1時間ドラマは中断された。

1984年10月～1986年9月
- 1984年10月に、木曜20時台から移動する形で1時間連続ドラマ枠が再開された。
- この時期のドラマは、基本的に大映ドラマやホームドラマを中心とした枠であった。放送期間は3ヶ月か半年の作品が多く、『スクール☆ウォーズ』や『親子ゲーム』などの話題作を生み出した。この枠の大映ドラマは、主題歌の映像でドラマの理念を掲げた欧文フッターの表示や、不良少年・不良少女が何かに真剣に取り組んで成功を勝ち取るストーリーや、芥川隆行のナレーションが特徴的である。
- 1986年10月以後は連続ドラマは放送されておらず、1986年10月～1987年9月は『日本が知りたい』、1987年10月～2024年3月は『世界・ふしぎ発見!』（セールス枠は同10時に移し『赤ちゃんに乾杯!』）、2024年4月以降は『世の中なんでもHOWマッチ いくらかわかる金?』の枠になっている。

## 作品リスト
| 平四郎危機一発                                                         | 1967.10.7～1968.3.30  | 26  | （第8話まで）石坂浩二 大川栄子 田中紀久子 花柳喜章 （第9話より）宝田明 夏圭子 進千賀子 砂塚秀夫 | 石坂病気降板の為、第9話からキャスト総入替。    |
| キイハンター                                                           | 1968.4.6～1973.4.7    | 262 | 丹波哲郎 野際陽子 川口浩 谷隼人 大川栄子 千葉真一 | 第105話からカラー放送、1972年10月より1分縮小。 |
| アイフル大作戦                                                         | 1973.4.14～1974.5.4   | 56  | 小川真由美 谷隼人 松岡きっこ 西田健 川口厚 杉浦直樹 藤木悠 丹波哲郎 |                                                |
| バーディー大作戦                                                       | 1974.5.11～1975.5.17  | 54  | 丹波哲郎 谷隼人 沖雅也 倉田保昭 岡本富士太 川口厚 松岡きっこ 安西マリア 藤木悠 小林稔侍 和田アキ子 | 第19話まで『バーディ大作戦』表記。             |
| Gメン'75                                                               | 1975.5.24～1982.4.3   | 355 | 丹波哲郎 原田大二郎 倉田保昭 岡本富士太 藤田美保子 藤木悠 夏木陽介 若林豪 伊吹剛 森マリア 千葉裕 夏木マリ 有希俊彦 宮内洋 千葉裕 川津祐介 中島はるみ 鹿賀丈史 セーラ・ロウエル 范文雀 江波杏子 谷村昌彦 藤川清彦 |                                                |
| 1時間連続ドラマ中断、2時間サスペンスドラマ枠『ザ・サスペンス』を放送。 |                       |     | |                                                |
| スクール☆ウォーズ                                                      | 1984.10.6～1985.4.6   | 26  | 山下真司 岡田奈々 宮田恭男 松村雄基 岩崎良美 梅宮辰夫 |                                                |
| スーパーポリス                                                         | 1985.4.13～1985.7.20  | 15  | 丹波哲郎 三浦友和 かとうかずこ ウガンダ 山下規介 卯木浩二 森永奈緒美 小野寺昭 |                                                |
| 赤い秘密                                                               | 1985.7.27～1985.9.28  | 10  | 渡辺典子 美加理 加賀まりこ 国広富之 三田村邦彦 中条静夫 |                                                |
| ポニーテールはふり向かない                                             | 1985.10.12～1986.3.29 | 24  | 伊藤かずえ 鶴見辰吾 松村雄基 野々村誠 坂上忍 国広富之 |                                                |
| 花嫁人形は眠らない                                                     | 1986.4.12～1986.5.31  | 8   | 小泉今日子 加藤治子 田中裕子 池部良 笠智衆 柄本明 |                                                |
| 親子ゲーム                                                             | 1986.6.7～1986.8.16   | 11  | 長渕剛 志穂美悦子 柴田一幸 植木等 南果歩 早崎文司 |                                                |
| 一家だんらん物語                                                       | 1986.8.23～1986.9.27  | 6   | 三宅裕司 赤木春恵 植木等 陣内孝則 石黒賢 中田喜子 |                                                |

## 備考
- 『バーディー大作戦』放送途中の1975年4月5日から近畿地区のネット局が、朝日放送から毎日放送にネットチェンジした。
- 福島県では、第1期は当時TBS系列とフジテレビ系列とのクロスネット局であった福島テレビが、土曜21時枠は自主編成枠（「うすい土曜劇場」）を放送していたため遅れネットで放送された。第2期は1983年12月に開局したテレビユー福島において同時ネットで放送した。
- 長崎放送は、第1期は日本テレビの『土曜グランド劇場』の同時ネットを放送していたため遅れネットで放送されたが、『Gメン'75』は途中打ち切りとなった。第2期は1983年4月にTBS系番組枠に切り替えた（『土曜グランド劇場』をテレビ長崎に放映権移行した上で『ザ・サスペンス』のネット開始）ため同時ネットで放送した。